# Ostrów (powiat otwocki)
Ostrów – wieś sołecka w Polsce położona w województwie mazowieckim, w powiecie otwockim, w gminie Celestynów.
Miejscowość jest siedzibą rzymskokatolickiej parafii Św. Stanisława Biskupa i Męczennika należącej do dekanatu otwockiego.

## Historia
Wieś szlachecka położona była w drugiej połowie XVI wieku w powiecie czerskim ziemi czerskiej województwa mazowieckiego. 
Pierwsze wzmianki o Ostrowie pochodzą z początku XIX wieku. W roku 1827 liczba mieszkańców wynosiła 60 osób. Aż do 1944 roku wieś zamieszkiwali niemieccy osadnicy. W 1984 wzniesiono kościół parafialny pod wezwaniem Św. Stanisława, biskupa i męczennika. Niedaleko drogi wyjazdowej w stronę Gliny znajduje się cmentarz ewangelicki, na którym zachowało się kilka niemieckich nagrobków z początku XX wieku. W latach 1975–1998 miejscowość należała administracyjnie do województwa warszawskiego. We wsi mieszka obecnie około 400 osób.